# 尼亚木奥色尔·图娅
尼亚木奥色尔·图娅（1958年—）女，蒙古族，籍贯不详，蒙古政治家，曾于199年7月22日至30日代理蒙古国总理。

## 生平
图娅曾于199年7月22日至30日代理蒙古国总理。她还担任过第55届联合国亚洲及太平洋经济社会委员会（亚太经社会）主席。
图娅于1998年被任命为国家民主党的姜拉布·纳兰查茨拉勒特的外交部长。1999年，该政府被迫辞职，图娅随后短暂代理蒙古国总理，直到国家大呼拉尔选举林钦尼亚木·阿玛尔扎尔嘎勒为总理。此后，她在新政府中继续担任外交部长，直到该政府在2000年的选举中倒台。在2000年的选举中，她自己也失去了在国家大呼拉尔中（选区为肯特省某个苏木）的议席，而蒙古人民革命党赢得了除四个席位之外的所有席位。